# Mário de Sá-Carneiro
Mario de Sá-Carneiro (Lisbona, 19 maggio 1890 – Parigi, 26 aprile 1916) è stato un poeta, drammaturgo e narratore portoghese.
Orfano di madre, figlio di un militare che lo assilla con ordine e regole, studia nelle migliori scuole della capitale. Nel 1912 si trasferisce a Parigi, in teoria per studiare, dopo l'esperienza fallimentare alla facoltà di Giurisprudenza di Coimbra, ma dove in realtà si limita a frequentare i cafés de boulevards, entrando in contatto con il fervente ambiente culturale della capitale francese. Amico di Fernando Pessoa e condirettore della rivista d'avanguardia modernista Orpheu (1915), condusse un'esperienza esistenziale distruttiva che si concluse la notte del 26 aprile 1916, quando si suicidò platealmente, vestito con il frac, attraverso l'assunzione di stricnina. 
Fu autore di novelle (La confessione di Lucio, A Confissão de Lúcio, 1914), sui temi della follia, del suicidio e della perversione sessuale, e di poesie d'ispirazione simbolista (Dispersione, Dispersão 1914; Indizi d'oro, Indícios de Oiro, postumo, 1937). 
Soprannominato da se stesso "esfinge gorda" (sfinge grassa) è considerato ancora oggi, per l'ardito concettismo e per la ricchezza delle immagini, una figura chiave del modernismo portoghese.

## Opere
- Amizade (1912)
- Princípio (1912)
- A Confissão de Lúcio (1913)
- Dispersão (1914)
- Céu em Fogo (1915)
- Indícios de Oiro (1937)